# The Strokes

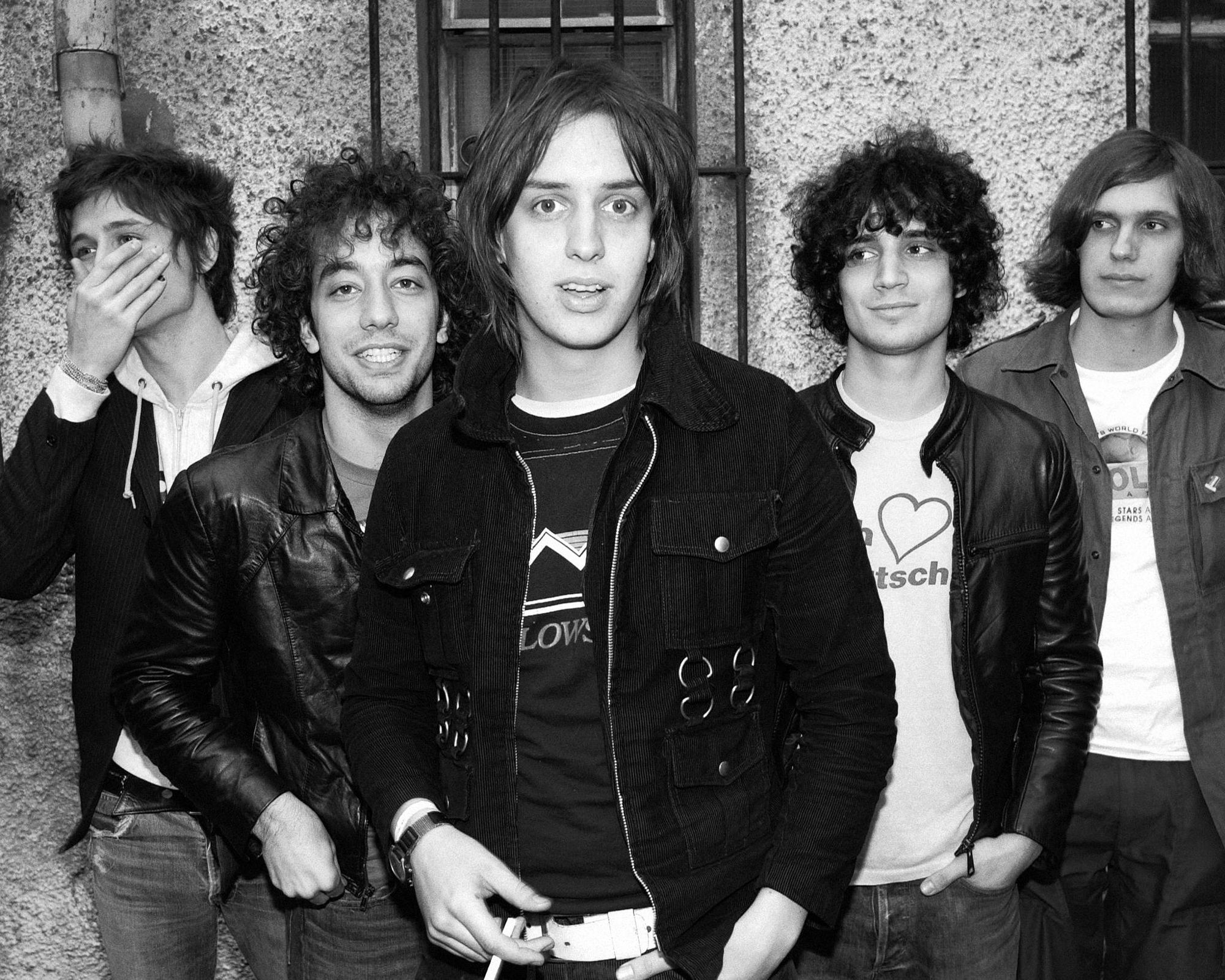
The Strokes 2002

The Strokes este o formație americană de muzică rock, formată în New York City în 1998. Trupa constă din Julian Casablancas (vocal), Nick Valensi (chitară, back vocal), Albert Hammond, Jr. (chitară, back vocal), Nikolai Fraiture (chitară bas) și Fabrizio Moretti (tobe, percuție).
După lansarea primelor albume, câțiva membri ai formației s-au implicat mai mult în proiecte laterale, totuși ei s-au regrupat pentru cel de-al cincilea album, intitulat Comedown Machine, lansat pe 26 martie 2013. De-a lungul timpului formația a vândut peste 5 milioane de albume.
Albumul de debut al formației, Is This It, a fost clasat pe poziția #199 în topul Rolling Stone's 500 Greatest Albums of All Time, poziția #8 în topul Rolling Stone's 100 Best Debut Albums of All Time și poziția #2 în topul Rolling Stone's 100 Best Albums of the 2000s.

## Discografie
Albume de studio
- Is This It (2001)
- Room on Fire (2003)
- First Impressions of Earth (2006)
- Angles (2011)
- Comedown Machine (2013)

## Premii și nominalizări
BRIT Awards
| An   | Beneficiar  | Premiu                      | Rezultat     |
| ---- | ----------- | --------------------------- | ------------ |
| 2002 | The Strokes | Best International Newcomer | Câștigat     |
| 2002 | The Strokes | Best International Group    | Nominalizare |
| 2002 | Is This It  | Best International Album    | Nominalizare |

Meteor Music Awards
| An   | Beneficiar | Premiu                   | Rezultat |
| ---- | ---------- | ------------------------ | -------- |
| 2002 | Is This It | Best International Album | Câștigat |

MTV Europe Music Awards
| An   | Beneficiar  | Premiu                | Rezultat     |
| ---- | ----------- | --------------------- | ------------ |
| 2002 | The Strokes | Best New Act          | Nominalizare |
| 2006 | The Strokes | Best Rock Band        | Nominalizare |
| 2011 | The Strokes | Best Alternative Band | Nominalizare |

MTV Video Music Awards
| An   | Beneficiar  | Premiu     | Rezultat     |
| ---- | ----------- | ---------- | ------------ |
| 2002 | "Last Nite" | MTV2 Award | Nominalizare |

NME Awards
| An   | Beneficiar        | Premiu                  | Rezultat     |
| ---- | ----------------- | ----------------------- | ------------ |
| 2002 | Is This It        | Best Album              | Câștigat     |
| 2002 | "Hard to Explain" | Best Single             | Nominalizare |
| 2002 | The Strokes       | Band of the Year        | Câștigat     |
| 2002 | The Strokes       | Best New Act            | Câștigat     |
| 2003 | The Strokes       | Best International Band | Nominalizare |
| 2005 | The Strokes       | Best International Band | Nominalizare |
| 2006 | The Strokes       | Best International Band | Câștigat     |
| 2006 | "Juicebox"        | Best Video              | Nominalizare |
| 2007 | The Strokes       | Best International Band | Nominalizare |

Q Awards
| An   | Beneficiar  | Premiu                            | Rezultat     |
| ---- | ----------- | --------------------------------- | ------------ |
| 2001 | The Strokes | Best New Act                      | Nominalizare |
| 2002 | The Strokes | Best Live Act                     | Nominalizare |
| 2011 | The Strokes | Greatest Act of the Last 25 Years | Nominalizare |